# Skårki
Skårki (även Skoarkki) är ett bergsmassiv i den centrala delen av Sareks nationalpark. Massivet ligger mellan Pastavagge och Rapadalen. 
Högsta toppen är Midtj Skårki med höjden 1 845 meter över havet.
| Skårkimassivet från norr. Övre Rapadalen i förgrunden |  | Mittre delen av Skårkimassivet sett från Piellorieppe. Stuor Skårki närmast |
| Skårkimassivet från norr. Övre Rapadalen i förgrunden |  | Mittre delen av Skårkimassivet sett från Piellorieppe. Stuor Skårki närmast |

<